# 薩頓科爾菲爾德 (英國國會選區)
薩頓科爾菲爾德（英語：Sutton Coldfield），英國國會一自治市選區，位於英格蘭西米德蘭茲郡伯明翰北部，包括四個地方選區。
該區自1945年創設以來一直支持保守黨。2010年大選中安德魯·米切爾以54.0%選票成功連任，也使該區成為伯明翰唯一一個保守黨選區。